# Bulletproof (Dotter)
Bulletproof è un singolo della cantautrice svedese Dotter, pubblicato il 22 febbraio 2020 su etichetta discografica Warner Music Sweden. Il brano è scritto dalla stessa interprete con Dino Medanhodzic ed Erik Dahlqvist.
Con Bulletproof la cantante ha preso parte a Melodifestivalen 2020, la competizione canora svedese utilizzata come processo di selezione per l'Eurovision Song Contest 2020. Essendo risultata una delle due più votate dal pubblico fra i sette partecipanti alla sua semifinale, ha avuto accesso diretto alla finale del 7 marzo, dove si è classificata al 2º posto su 12 partecipanti con 136 punti totalizzati.

## Tracce
1. Bulletproof – 3:06

## Classifiche

### Classifiche settimanali
| Classifica (2020) | Posizione massima |
| ----------------- | ----------------- |
| Svezia            | 2                 |

### Classifiche di fine anno
| Classifica (2020) | Posizione |
| ----------------- | --------- |
| Svezia            | 45        |